# Elgin (Ohio)
Elgin is een plaats (village) in de Amerikaanse staat Ohio, en valt bestuurlijk gezien onder Van Wert County.

## Demografie
Bij de volkstelling in 2000 werd het aantal inwoners vastgesteld op 50.
In 2006 is het aantal inwoners door het United States Census Bureau geschat op 49, een daling van 1 (-2,0%).

## Geografie
Volgens het United States Census Bureau beslaat de plaats een oppervlakte van
0,6 km², geheel bestaande uit land. Elgin ligt op ongeveer 249 m boven zeeniveau.

## Plaatsen in de nabije omgeving
De onderstaande figuur toont nabijgelegen plaatsen in een straal van 16 km rond Elgin.